# Санкт-Петербургская специальная средняя школа милиции МВД России
Санкт-Петербу́ргская специа́льная сре́дняя шко́ла мили́ции Министерства внутренних дел Российской Федерации (СПб ССШМ МВД РФ; неофициально — «Стрелка») — среднее специальное учебное заведение в Санкт-Петербурге, существовавшее как самостоятельное учреждение в 1918—2008 годах.
Вошла в состав Санкт-Петербургского университета МВД России в качестве факультета № 7 (с июня 2016 года — Ленинградский областной филиал Санкт-Петербургского университета МВД России).

## История

### Первые годы
6—9 сентября 1918 года проходивший в Петрограде I съезд заведующих наружной охраной (советской милицией) города Петрограда, губерний и городов Союза коммун Северной принял постановление о создании Школы дружинников наружной охраны, которая открылась 10 октября 1918 года в Воронцовском дворце — здании бывшего Пажеского корпуса (улица Садовой, д. 26). Первый выпуск состоялся 17 декабря 1918 года. В 1917—1918 годах система подготовки милиционеров РСФСР первоначально представляла собой губернские краткосрочные (от одного до трёх месяцев) курсы ликвидации безграмотности, а также военной и политической подготовки — «Командно-технические курсы», «Курсы красных милиционеров», «Милицейские курсы», «Школа дружинников-инструкторов» и «Школа милиции».
В дальнейшем Школа дружинников наружной охраны была присоединена к Первому рабоче-крестьянскому университету имени Г. Е. Зиновьева в качестве Отдела советской милиции. Здесь адвокаты, криминалисты, криминологи и юристы старой школы готовили первых советских сыщиков.
В марте 1921 года в связи с реорганизацией университета, отдел милиции был переименован в отдел юстиции, а краткосрочные курсы милиционеров преобразованы в Школу командного состава наружной и розыскной милиции. 27 сентября 1921 года состоялся первый выпуск в составе 69 человек, из которых 39 было присвоено звание красного командира милиции, а оставшимся 30 человек — младшего командира милиции.
В декабре 1922 года за учебным заведением закрепилось официальное название Первая Петроградская школа среднего командного состава милиции. Учебный план курсантов содержал следующие дисциплины: география, делопроизводство милиции, естествознание, историю рабочего движения, политическая экономия, советское судопроизводство, структура и функции НКВД РСФСР, уголовное право, уголовный розыск и юридическое делопроизводство. Кроме того изучались общевоинские уставы (гарнизонный, внутренний и полевой службы) и проводились занятия по военно-физической и огневой подготовке.
В феврале 1924 года после переименования Петрограда в Ленинград школа получала новое название — Первая Ленинградская школа среднего командного состава милиции. В том году за большие успехи в обучении и воспитании курсантов народный комиссар внутренних дел РСФСР А. Г. Белобородов подписал приказ о награждение школы Красным Знамем, в котором особо отмечалось, что «Петроградские курсы являются лучшими в республике, и по ним следует равняться». 25 августа 1924 года состоялся первый выпуск.
28 мая 1931 года, в связи с проводившейся Главным управлением милиции НКВД РСФСР реформой учебных заведений милиции, школа стала именоваться Ленинградской школой среднего начальствующего состава рабоче-крестьянской милиции и перешла в ведение Ленинградского областного управления милиции. С этого же времени она получила статус межобластного учебного заведения и стала заниматься кадровой подготовкой для других регионов РСФСР.

### Великая Отечественная война
В Великую Отечественную войну 9 июля 1941 года 300 работников милиции вступили добровольцами особый батальон вошедший во 2-й стрелковый полк 4-я гвардейской Ленинградской стрелковой дивизии народного ополчения, причём одна из батальонных рота полностью была укомплектована курсантами Ленинградской межобластной школой среднего начальствующего состава рабоче-крестьянской милиции. Вечером 20 июля 1941 года состоялась отправка батальона на фронт. Первый бой новообразованного воинского подразделения состоялся 8 августа под Кингисеппом вблизи деревни Пустошка. В ходе дальнейших боёв батальон потерял более половины личного состава, что привело к его расформированию, а оставшиеся в живых бойцы были распределены в иные подразделения полка. Курсанты и сотрудники школы милиции в составе 4-й дивизии народного ополчения принимали участие в обороне правого берега реки Невы, где произошёл прорыв противника. Утром 1 сентября в ходе наступательных боёв на Усть-Тосно 2-й полк сумел освободить деревню Новую, а затем овладеть вражескими позициями в районе реки Тосны, закрепившись на левом берегу. В настоящее время в память о мужестве защитников Ленинграда здесь установлен обелиск. За проявленные во время Великой Отечественной войны доблесть и мужество, образцовое исполнение заданий Ленинградская городская милиция была награждена орденом Красного Знамени.
2 августа 1941 года Ленинградская межобластная школа среднего начальствующего состава рабоче-крестьянской милиции и Ленинградская школа политработников были объединены в отдельное воинское формирование — 2-й батальон милиции, вошедший в состав широко известной 20-й стрелковой дивизии внутренних войск НКВД СССР. 27 января 1943 года блокада Ленинграда была прорвана, а краткосрочные курсы оперативного состава милиции принимавшие непосредственное участие в тяжёлых условиях войны и блокады, сумели сберечь учебно-методическую базу, которая стала основой для последующего развития системы кадровой подготовки ленинградской милиции.
17 августа 1944 года на основе обеих школ была создана Ленинградская оперативная школа НКВД СССР. В новообразованной школе был установлен лимит переменного состава в 500 человек, а срок обучения в один год. 1 ноября 1944 года в ней прошли первые занятия. Кроме того при школе продолжало действовать отделение переподготовки, где продолжительность обучения составляла 4-6 месяцев. Также в период с 1944 по 1946 год действовало отделение по подготовке переводчиков с немецкого языка.
В школе вводилась юридическая подготовка применительно тем программам, что действовали в юридических школах. Продолжительной обучения составляла два года. Занятия начинались 1 сентября и заканчивались до 30 июля. Каникулы устанавливались два раза в год перерывом: зимние — с 24 января по 6 февраля, на летние — с 1 августа по 1 сентября. В школу принимались лица имевшими полное среднее образование и годные по состоянию здоровья к службе в органах внутренних дел. В учебном плане была предусмотрена особая подготовка для оперативных работников, в обязательном порядке учитывавшаяся в дальнейшем, когда вставал вопрос об их выдвижении на должность или назначении.

### Современность
10 ноября 1946 года школа получила новое название Ленинградская офицерская школа НКВД СССР, а продолжительность обучения была установлена
2 года.
В октябре 1949 года учебное заведение перешло в ведение МГБ СССР в качестве Ленинградской специальной средней школы милиции МГБ СССР, а в 1953 года, после разделения единого министерства, опять в МВД СССР став Ленинградской специальной средней школой милиции МВД СССР.
В июле—августе 1957 года во время проведения в Москве VI Всемирного фестиваля молодёжи и студентов, курсанты и преподаватели школы несли службу по охране общественного порядка. За образцовое выполнение своих обязанностей группе курсантов были вручены медаль «За отличную службу по охране общественного порядка», а также почётные грамоты ЦК ВЛКСМ и памятные подарки.
В 1956 году при школе были введены курсы усовершенствования начальников районных и городских органов милиции, где обучение продолжалось 5,5 месяцев.
В 1963 году учебное заведение было переведено в посёлок Стрельна Петродворцового района Ленинграда, заняв территорию Свято-Троицкой Сергиевой Приморской пустыни.
9 мая 1964 года Президиум Верховного Совета РСФСР выпустил указ о награждении школы Красным Знаменем. В 1968 году в честь 50-летнего юбилея учебного заведения Президиум Верховного Совета РСФСР наградил её Почётной грамотой Президиума Верховного Совета РСФСР. В 1970 году Ленинградская специальная средняя школа милиции МВД СССР после проведения конкурса-смотра учебных заведений в системе МВД была признана лучшей в системе МВД СССР и занесена в Книгу Почётов.
Начиная с 1968 года Ленинградская специальная средняя школа милиции МВД СССР ежегодно выпускала (на очной и заочной основе) около 500 специалистов для МВД СССР.
В 1991 году, в связи с возвращением городу Ленинграду исторического названия Санкт-Петербург, учебное заведение было переименовано в Санкт-Петербургскую специальную среднюю школу милиции МВД России.
В 1998 году в честь 80-летия учебного заведения решением Президента Российской Федерации и Правительства Российской Федерации школа была награждена Новым Знамем и Почётной грамотой Президента Российской Федерации.
В 1999 году в связи с реституцией монастырских территорий Санкт-Петербургской епархии Русской православной церкви учебное заведение было переведено в Петродворец, разместившись в зданиях бывшего Санкт-Петербургского высшего общевойскового командного училища (улица Аврова, д. 33).
В современной России Санкт-Петербургская специальная средняя школа милиции МВД России проводила подготовку по двухлетней специальности среднего профессионального образования «Правоохранительная деятельность» с присвоением квалификации «Юрист». В период 1999 по 2003 год было подготовлено 2476 специалистов, из которых 433 человека окончили учебное заведение с отличием.
В мае 2008 года на правах факультета № 7 школа вошла в состав Санкт-Петербургского университета МВД России, а в июне 2016 года была преобразована в Ленинградский областной филиал Санкт-Петербургского университета МВД России.

## Начальники
- 1918—1922: Николай Семёнович Гиджимкрелли
- 1922—1937: старший майор милиции Сергей Антонович Усоленко
- 1937—1941: лейтенант милиции Дмитрий Васильевич Кезин
- 1941—1944: майор милиции Сергей Ильич Николаев (и. о.)
- 1944—1946: майор милиции Андрей Евдокимович Вдовиченко
- 1946—1948: полковник милиции Дмитрий Иванович Просвирин
- 1948—1952: полковник милиции Аркадий Иванович Подольский
- 1952—1955: полковник милиции Александр Алексеевич Скворцов
- 1955—1961: комиссар милиции 3-го ранга Василий Васильевич Коротков
- 1961—1963: полковник милиции Александр Никитович Прокофьев
- 1963—1977: полковник милиции Никодим Владимирович Герасимов
- 1977—1981: генерал-майор милиции Фёдор Иванович Соловьёв
- 1981—1995: полковник милиции Владимир Борисович Орлов
- 1995—2004: полковник милиции Геннадий Васильевич Бондаренко[11]
- 2004—2008: полковник милиции Владимир Юрьевич Ухов[12]

факультет № 7/Ленинградский областной филиал Санкт-Петербургского университета МВД России
- с 2008 года — полковник милиции/полиции Александр Фёдорович Егорченков

## Известные преподаватели и выпускники
преподаватели
- Кивинов Андрей Владимирович (в 2005—2007 годах)[13]

выпускники
- Ашик Михаил Владимирович[4]
- Булавин Сергей Петрович[источник не указан 563 дня]
- Горчаков Иван Павлович[4]
- Максимова Екатерина Александровна[источник не указан 1409 дней]
- Новиков Андрей Петрович[4]
- Пучков Дмитрий Юрьевич
- Шмелёв Борис Елисеевич[4]